# Hospital Geral de Montreal

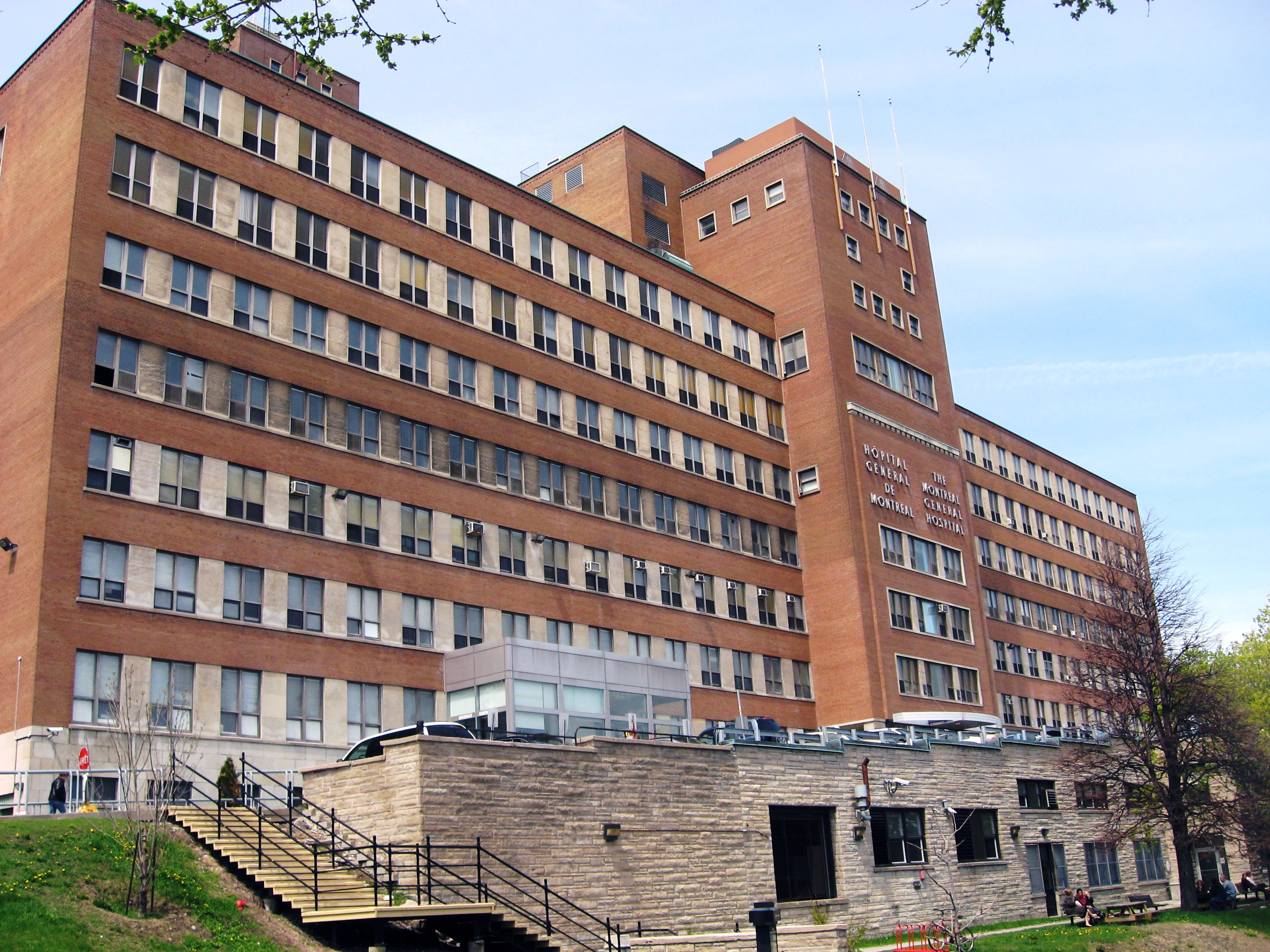

O Hospital Geral de Montreal (Montreal General Hospital, Hôpital Général de Montréal) é um hospital em Montreal, Canadá, criado em 1 de maio de 1819 como um hospital de ensino. Primeiro localizado na esquina das ruas Craig (hoje St-Antoine) e St-Lawrence com apenas 24 leitos, moveu-se em 1822 para um prédio com 72 novos leitos em Dorchester Street. É atualmente situado em Monte Real, no cruzamento da Avenida e da Côte-des-Neiges Road. É um dos vários hospitais de língua inglesa em Montreal.